# 坂本眞一 (漫画家)
坂本 眞一（さかもと しんいち、1972年 - ）は、日本の漫画家。大阪府出身。男性。
1990年、『キース!!』で週刊少年ジャンプ 第70回ホップ☆ステップ賞に入選し、同作でデビュー。
新田次郎の小説を題材にした『孤高の人』で注目を集め、第14回文化庁メディア芸術祭マンガ部門マンガ部門優秀賞を受賞した。2013年より、『週刊ヤングジャンプ』（集英社）にて、『イノサン』を連載し、その続編となる『イノサンRougeルージュ』を『グランドジャンプ』（集英社）で連載した。
2012年2月22日、漫画家のインタビューネット配信番組「漫画元気発動計画」の第8回 - 11回に出演し、ジャンプ時代のことやアシスタント時代のこと、それに『孤高の人』の裏話を語った。

## 執筆スタイル
『イノサン』より前は、アナログ7割、デジタル3割くらいで原稿を執筆していたが、使用していたペン先が入手できなくなり、細い線が引けなくなったことを機に『イノサン』の連載より完全にデジタルでの原稿執筆となった。
使用機材はCintiq 24HD（ワコム）、CLIP STUDIO PAINT EX（セルシス）、Tab-Mate Controller（セルシス）（『イノサンRougeルージュ』連載時点）。
デジタル化のメリットが多数あるとして、坂本は以下を例に挙げている。
- 道具の劣化がなくなったため、変化が少なくなり、安心して仕事ができる。
- マテリアル（素材）を作り置きして使うことができる。
- やり直すことができる。
  - デッサンの修正が簡単にできるようになった。

マテリアル（素材）は、紙や服などをキャラクター別に素材を登録して整理しているので、そのキャラクターがどうだったか確認する時にも役立っている。しかし、スタンプのように使用すると絵が安っぽくなるため、それぞれのシーンに合うように描き足しや描き直しが発生するので、新しく描くよりも時間がかかってしまうこともある。
キャラクターの表情なども、迷った際にはいったん描いた表情を保存しておいて、新しく表情を描き、比較してどちらが良いか比べている。

## 作風
- 初期は原哲夫を思わせる筋骨隆々としたキャラクターの格闘ものを描いていた。『孤高の人』からリアル系描写へとタッチを変えた。『イノサン』からは耽美な描写も加えていった。
- 『孤高の人』では筆ペンにインクを付けて描いていた。
- 現在[いつ?]ではフルデジタルで製作している。
- 『孤高の人』では、写植の文字を一部裏返しにして、精神の混乱を表現する手法を考案した。
- 大胆な比喩表現を使う。
  - 別次元の表現（例：雪崩→トラックの車列、民衆の歓声→津波）
  - 昔の話であっても現在の描写（例：18世紀の仏貴族→現代日本の女子高生）

## 作品一覧
漫画
- ブラッディ・ソルジャー（集英社ジャンプ・コミックス（短編集））
- モートゥル・コマンドーGUY（集英社ジャンプ・コミックス全2巻）
- にらぎ鬼王丸（原作：荒仁、集英社ヤングジャンプ・コミックス全5巻）
- 益荒王（集英社ヤングジャンプ・コミックス全7巻）
- 一撃（原作：田中誠一 増刊少年サンデー連載・未単行本化）
- 孤高の人（原案：新田次郎、原作：鍋田吉郎→高野洋、集英社ヤングジャンプ・コミックス全17巻）
- イノサン（集英社ヤングジャンプ・コミックス全9巻）
  - イノサン Rouge（集英社ヤングジャンプ・コミックス全12巻）

- #DRCL midnight children（集英社『グランドジャンプ』にて、2021年4号から連載）

イラスト
- DEVIL'S DOOR（著：東山彰良、集英社ジャンプ ジェイ ブックス）

## 師匠
- 江川達也[要出典]

## アシスタント
- 夾竹桃ジン[要出典]
- 古味慎也[要出典]

## 出演
- 浦沢直樹の漫勉 neo（NHK Eテレ 2020年12月17日） -  『#DRCL midnight children』の製作過程を収録した画像を見ながら浦沢と対談した。